# H31-es busz (Nyíregyháza)
A nyíregyházi H31-es jelzésű autóbuszok a belvárosi autóbusz-állomás és a várostól délre fekvő, de közigazgatásilag Nyíregyházához tartozó Butykasor és Oláhrét szórványtelepülések között közlekednek. A külterületi (H jelzésű) autóbuszvonalat Nyíregyháza autóbuszvonal-hálózatának részeként a Volánbusz üzemelteti.

## Közlekedése
A busz az autóbusz-állomást köti össze a déli ipari parkkal és több szórványtelepüléssel (Butykasor, Oláhrét). Nem minden járat tér be minden megállóhoz. Betétjáratai a H31X és a H31Y (ezek a járatok az ipari park területén több különböző helyen állnak meg). A szakaszhatár a Kistelekibokor bejárati út megállóhely, ez már csak külterületi jeggyel vehető igénybe. A járat felüljárón keresztezi a 116-os, szintbeli keresztezésben a 100-as és 113-as vasútvonalat.

## Megállóhelyei
| H31 (Autóbuszállomás – Butykasor – Oláhrét) | H31 (Autóbuszállomás – Butykasor – Oláhrét) | H31 (Autóbuszállomás – Butykasor – Oláhrét) | H31 (Autóbuszállomás – Butykasor – Oláhrét) | H31 (Autóbuszállomás – Butykasor – Oláhrét) | H31 (Autóbuszállomás – Butykasor – Oláhrét) | H31 (Autóbuszállomás – Butykasor – Oláhrét) | H31 (Autóbuszállomás – Butykasor – Oláhrét) | H31 (Autóbuszállomás – Butykasor – Oláhrét) | H31 (Autóbuszállomás – Butykasor – Oláhrét)                                    |
| ------------------------------------------- | ------------------------------------------- | ------------------------------------------- | ------------------------------------------- | ------------------------------------------- | ------------------------------------------- | ------------------------------------------- | ------------------------------------------- | --- | ------------------------------------------------------------------------------ |
| Perc (↓)                                    | Perc (↓)                                    | Perc (↓)                                    | Megállóhely                                 | Perc (↑)                                    | Perc (↑)                                    | Perc (↑)                                    | Perc (↑)                                    | Átszállási kapcsolatok | Létesítmények                                                                  |
| 0                                           | 0                                           | 0                                           | Autóbusz-állomás                            | 53                                          | 30                                          | 38                                          | 28                                          | 1, 1A, 2, 2Y, 3, 4, 4Y, 6, 16, 24, 40, H31X, H31Y, H32, H33, H35, H40, H40L 1059, 1341, 1369, 1370, 1424, 1426, 1427, 1446, 1449, 3881, 3887, 4200, 4201, 4202, 4203, 4205, 4206, 4207, 4208, 4209, 4210, 4211, 4212, 4213, 4214, 4215, 4216, 4217, 4218, 4219, 4220, 4221, 4222, 4224, 4225, 4231, 4232, 4233, 4234, 4235, 4236, 4237, 4238, 4239, 4240, 4243, 4253, 4303, 4304 | Nyíregyházi autóbusz-állomás, Petőfi Sándor park                               |
| 1                                           | 1                                           | 1                                           | Szabolcs utca                               | 52                                          | 29                                          | 35                                          | 27                                          | 3, 7, 8, 8A, 18, 18A, 24, 40, H33, H40 | Zrínyi Ilona Gimnázium, Kölcsey Ferenc Gimnázium, Jósa András Múzeum Könyvtára |
| 2                                           | 2                                           | 2                                           | Szarvas u. 13.                              | 51                                          | 28                                          | 34                                          | 25                                          | 3, 15, 24, H31Y, H35 Volánbusz |                                                                                |
| 3                                           | 3                                           | 3                                           | Kígyó utca                                  | 50                                          | 27                                          | 33                                          | 24                                          | 3, 12, 15, 16, 24, H31Y | Megyei Agrárkamara, Víztorony                                                  |
| 4                                           | 4                                           | 4                                           | Szarvas u. 76.                              | 49                                          | 26                                          | 32                                          | 23                                          | 3, 12, 15, 16, 24, H31Y, H35 Volánbusz |                                                                                |
| 5                                           | 5                                           | 5                                           | Móricz Zs. u. 4.                            | 48                                          | 25                                          | 31                                          | 22                                          | 3, 6, 15, 16, 24, H31X, H31Y Volánbusz |                                                                                |
| 6                                           | 6                                           | 6                                           | TIGÁZ                                       | 46                                          | 23                                          | 30                                          | 20                                          | 3, 13, 15, 16, 24, H31X, H31Y Volánbusz | TIGÁZ-telep                                                                    |
| 7                                           | 7                                           | 7                                           | Ipartelepi elágazás                         | 45                                          | 22                                          | 29                                          | 19                                          | 3, 13, 15, 16, 24, H31X, H31Y Volánbusz |                                                                                |
| 9                                           | 9                                           | 9                                           | Palánta utca                                | 43                                          | 20                                          | 28                                          | 17                                          | 3, H31Y Volánbusz | Jehova Tanúi Királyság-terme                                                   |
| 11                                          | 11                                          | 11                                          | Lejtő utca                                  | 42                                          | 19                                          | 27                                          | 16                                          | 3, H31X, H31Y | Posta                                                                          |
| 12                                          | 12                                          | 12                                          | Matróz utca                                 | 40                                          | 17                                          | ∫                                           | 14                                          | H31Y |                                                                                |
| 14                                          | 14                                          | 14                                          | Kistelekibokor bejárati út                  | 38                                          | 15                                          | ∫                                           | 12                                          | H31Y |                                                                                |
| ∫                                           | ∫                                           | ∫                                           | Szabadság utca                              | ∫                                           | ∫                                           | 25                                          | ∫                                           | 3 |                                                                                |
| ∫                                           | ∫                                           | ∫                                           | Tulipán út                                  | ∫                                           | ∫                                           | 23                                          | ∫                                           | 3 |                                                                                |
| ∫                                           | ∫                                           | ∫                                           | Rozsrét                                     | ∫                                           | ∫                                           | 22                                          | ∫                                           | 3 |                                                                                |
| ∫                                           | ∫                                           | ∫                                           | Tulipán út                                  | ∫                                           | ∫                                           | 21                                          | ∫                                           | 3 |                                                                                |
| 15                                          | 15                                          | 15                                          | Ipari park, bejárati út                     | 37                                          | 14                                          | 18                                          | 11                                          | H31Y Volánbusz | LEGO-gyár                                                                      |
| 16                                          | 16                                          | 16                                          | Ipari park, Sematic                         | 35                                          | 13                                          | 17                                          | 10                                          | Volánbusz |                                                                                |
| 17                                          | 17                                          | 17                                          | Császárszállás, vasútállomás                | 34                                          | 15                                          | 15                                          | 9                                           | Volánbusz | Egykori vasútállomás                                                           |
| 18                                          | 18                                          | 18                                          | Császárszállás, gázcseretelep               | 33                                          | 11                                          | 14                                          | 8                                           | |                                                                                |
| 19                                          | 19                                          | 19                                          | Butykasor, Újsor tanyai elágazás            | 32                                          | 10                                          | 12                                          | 7                                           | Volánbusz |                                                                                |
| 20                                          | ∫                                           | ∫                                           | Butykasor, iskola                           | 31                                          | ∫                                           | ∫                                           | ∫                                           | |                                                                                |
| 23                                          | ∫                                           | ∫                                           | László tanya                                | 27                                          | ∫                                           | ∫                                           | ∫                                           | |                                                                                |
| 25                                          | ∫                                           | ∫                                           | Újsor tanya, autóbusz-forduló               | 25                                          | ∫                                           | ∫                                           | ∫                                           | | Újsor tanya                                                                    |
| 28                                          | ∫                                           | ∫                                           | László tanya                                | 22                                          | ∫                                           | ∫                                           | ∫                                           | |                                                                                |
| 31                                          | ∫                                           | ∫                                           | Butykasor, iskola                           | 18                                          | ∫                                           | ∫                                           | ∫                                           | |                                                                                |
| ∫                                           | 19                                          | 19                                          | Butykasor, Újsor tanyai elágazás            | ∫                                           | ∫                                           | ∫                                           | ∫                                           | Volánbusz |                                                                                |
| 34                                          | 21                                          | 21                                          | Butykasor, Új Alkotmány tsz.                | 15                                          | 8                                           | 11                                          | 5                                           | |                                                                                |
| 35                                          | 22                                          | 22                                          | Butykasor, Oláhréti elágazás                | 13                                          | 6                                           | 10                                          | 3                                           | |                                                                                |
| 37                                          | 23                                          | ∫                                           | Butykasor, szövetkezeti bolt                | 12                                          | ∫                                           | 9                                           | 2                                           | |                                                                                |
| 39                                          | 25                                          | ∫                                           | Butykasor, Görcsös sor                      | 10                                          | ∫                                           | 8                                           | 0                                           | | Butykasor                                                                      |
| 41                                          | ∫                                           | ∫                                           | Butykasor, szövetkezeti bolt                | 8                                           | ∫                                           | 7                                           | ∫                                           | |                                                                                |
| ∫                                           | ∫                                           | 22                                          | Butykasor, Oláhréti elágazás                | 6                                           | 6                                           | 6                                           | ∫                                           | |                                                                                |
| 44                                          | ∫                                           | 23                                          | Gagna dűlő                                  | 5                                           | 5                                           | 5                                           | ∫                                           | |                                                                                |
| 45                                          | ∫                                           | 24                                          | Oláhrét I.                                  | 4                                           | 4                                           | 4                                           | ∫                                           | |                                                                                |
| 46                                          | ∫                                           | 25                                          | Oláhrét II.                                 | 3                                           | 3                                           | 3                                           | ∫                                           | |                                                                                |
| 47                                          | ∫                                           | 26                                          | Oláhrét III.                                | 2                                           | 2                                           | 2                                           | ∫                                           | | Oláhréti víztároló                                                             |
| 48                                          | ∫                                           | 27                                          | Oláhrét, kertek                             | 1                                           | 1                                           | 1                                           | ∫                                           | |                                                                                |
| 49                                          | ∫                                           | 28                                          | Oláhrét, autóbusz-forduló                   | 0                                           | 0                                           | 0                                           | ∫                                           | | Oláhrét                                                                        |